# Chassillé
Chassillé település Franciaországban, Sarthe megyében. Lakosainak száma 250 fő (2022. január 1.). Chassillé Épineu-le-Chevreuil, Auvers-sous-Montfaucon, Joué-en-Charnie, Longnes és Loué községekkel határos.

## Népesség
A település népességének változása:
| Lakosok száma | 261  | 246  | 248  | 240  | 243  | 247  | 250  | 250  | 250  |
|               | 2013 | 2015 | 2016 | 2017 | 2018 | 2019 | 2020 | 2021 | 2022 |